# Eopenthes plebeius
Eopenthes plebeius är en skalbaggsart som beskrevs av Sharp 1908. Eopenthes plebeius ingår i släktet Eopenthes och familjen knäppare. Inga underarter finns listade i Catalogue of Life.